# 2015 في اليمن
القائمة التالية تسرد أهم الأحداث التي حصلت سنة 2015 في اليمن.

## الأحداث

### يناير
- 49 قتيل و70 جريح في تفجير إب [1]
- تفجير في تجمع للحوثيين في محافظة ذمار يخلف خمسة قتلى و25 جريح.[2]
- تفجير كلية الشرطة بصنعاء يخلف 38 قتيلًا وأكثر من 50 جريحًا.[3]